# 加里·伯頓
加里·伯頓（英語：Gary Burton，1943年1月23日—）是美國爵士樂顫音琴演奏家、作曲家和教育家。加里·伯頓開發了一種鋼琴風格的四枝琴棍演奏技巧，這種方法使他被譽為顫音琴的創新者，他演奏顫音琴的聲音和技術被廣泛模仿。加里·伯頓還以開創融合爵士樂和普及爵士樂二重奏而聞名，並且在伯克利音樂學院任職30年以來一直是音樂教育界的主要著名人物。

## 經歷
加里·伯頓在1943年於印第安納州的安德森出生。他從六歲開始學習音樂，他主要學習彈奏木琴和顫音琴。他從16歲開始學習鋼琴，後來在印第安納州普林斯頓的普林斯頓社區高中畢業。他引用爵士鋼琴家比爾·埃文斯作為他使用電顫琴的靈感。
加里·伯頓於1960-61年間在波士頓的伯克利音樂學院就讀，並於1960年在印第安納大學的斯坦·肯頓診所就讀。他曾在Herb Pomeroy學習，不久便與作曲家兼編曲家邁克爾·吉布斯成為朋友。
從1971年至2004年，加里·伯頓回到了參加伯克利音樂學院的教學人員，首先擔任教授，然後院長和執行副總裁。在1989年，加里·伯頓從伯克利音樂學院獲得了音樂榮譽博士學位。
加里·伯頓在納什維爾著名的色士風演奏家布斯·倫道夫的指揮下，移居納什維爾，與納什維爾的幾位著名音樂家錄音，包括吉他手Hank Garland，鋼琴家Floyd Cramer和吉他手Chet Atkins。
在與鋼琴家喬治·謝林一起在美國和日本巡迴演出之後，加里·伯頓於1964年至1966年與色士風演奏家Stan Getz一起演出。在此期間，他與樂隊一起出現在電影《Get Yourself a College Girl》中，與艾斯特吉芭托·史坦利特倫汀一起演奏了《Ipanema的女孩》吉爾伯托。 1967年，他與吉他手拉里·科耶爾，爵士鼓手羅伊·海恩斯和貝斯手史特夫·斯瓦羅組成了加里·伯頓四重奏。在1970年代爵士樂與搖滾融合的熱潮之前，樂隊的第一張專輯Duster結合了爵士樂，鄉村音樂和搖滾樂。但是，伯頓以前的一些專輯（特別是1966年的田納西州Firebird和Time Machine）已經表明了他對這種實驗的偏愛。 1960年代後期，科瑞爾（Coryell）離開四重奏之後，伯頓（Burton）聘請了許多備受讚譽的吉他手：傑里·哈恩，戴維·普里查德，米克·古德里克，約翰·斯科菲爾德，沃爾夫岡·穆斯皮爾，庫爾·羅森溫克和朱利安·拉奇。
加里·伯頓於1968年被當選為Down Beat雜誌的年度最佳爵士歌手（並獲得該獎項的最年輕），並於1972年獲得了他的首個格萊美獎。次年，伯頓與鋼琴家奇克·柯瑞亞開始了長達40年的合作，他們的八張專輯分別在1979、1981、1997、1999、2009和2013年獲得了格萊美獎。
加里·伯頓曾與各種各樣的爵士音樂家合作，包括加托·巴比耶里，卡拉·布萊，奇克·柯瑞亞，彼得·厄斯金，斯坦·蓋茨，漢克·加蘭德，斯蒂芬·格拉佩利，赫比·漢考克，基思·賈瑞特，BB金，史蒂夫·拉西，帕特·梅西尼，馬科托·臭氧，奧基，阿斯特·皮亞佐拉），湯米·史密斯，拉爾夫·湯納和埃伯哈德·韋伯。
加里·伯頓以其傳統的四瓣式握把的變化而聞名，後來被人們稱為“伯頓握法”，在爵士顫音琴演奏家以及包括皮烏斯·張和伊夫林·格蘭妮在內的一些音樂會演奏家中非常受歡迎。
從2004年到2008，加里·伯頓在天狼星衛星廣播公司的每週爵士樂電台節目中擔任主持。在2011年，他發表了他對麥克大道唱片的第一張專輯，名為通用地面採用全新的加里·伯頓四方（與朱利安·奇，斯科特·科利和安東尼桑切斯）。 2013年，該樂隊發行了Mack Avenue Records的第二張唱片“ Guided Tour”。加里·伯頓的自傳《學聽》由伯克利出版社於2013年8月出版，並被爵士新聞工作者協會評為“年度爵士書”。
在與鋼琴家和長期合作者Makoto Ozone歡送告別後，加里·伯頓於2017年3月退休。